# Summa
Summa (śr. łac. suma, kapitał, treść) – średniowieczny gatunek literacki charakterystyczny zwłaszcza dla średniowiecznej filozofii i teologii scholastycznej. Summa jest całościowym kompendium, podręcznikiem mającym obejmować jakąś całą dziedzinę wiedzy albo całokształt myśli.
Gatunek rozwinął się zwłaszcza w wieku XIII.

## Przykłady dzieł
- Summa theologiae (1266–73) – traktat teologiczno-filozoficzny św. Tomasza z Akwinu, jego najbardziej kompletne dzieło, będące obszerną syntezą nauk moralnych i politycznych w ujęciu teologicznym i metafizycznym.
- Summa contra gentiles (1264) – traktat teologiczno-filozoficzny św. Tomasza z Akwinu.
- Summa Logicae (łac. suma logiki) – dzieło Williama Ockhama napisane ok. roku 1323.
- Summa perfectionis (łac. summa doskonałości) – anonimowy traktat alchemiczny zawierający liczne przepisy alchemiczne oraz opisy procesów i aparatury chemicznej, napisany we Włoszech w XI albo XII w., przypisywany niejakiemu Gerberowi, który miał być rzekomo tożsamy z arabskim alchemikiem z VIII-IX w. Dżabirem ibn Hajjanem, postacią, jak się okazało, legendarną.
- Summa technologiae – dzieło filozoficzne Stanisława Lema, nawiązujące formą do summ średniowiecznych.